# Сколари, Луис Фелипе
Луи́c Фели́пе Скола́ри (порт.-браз. Luiz Felipe Scolari, бразильский португальский: [luˈis fɪˈɫipɪ sko̞ˈlaɾi]; род. 9 ноября 1948, Пасу-Фунду, Риу-Гранди-ду-Сул) — бразильский футболист и тренер. В 2002 году привёл сборную Бразилии к пятому в истории титулу чемпионов мира, а спустя два года выиграл со сборной Португалии серебро чемпионата Европы.

## Личная жизнь
Сколари также имеет итальянское гражданство, так как его семья эмигрировала из Венето. Он является фанатом «Гремио» и, по сообщениям СМИ, болел за «Ноттингем Форест», наблюдая за их успехами под руководством Брайана Клафа в 1970-х годах. Сколари является католиком.
Во время своей карьеры, СМИ часто указывали на сходство Сколари с актёром Джином Хэкменом и образом Вито Корлеоне, сыгранным Марлоном Брандо в фильме «Крестный отец». В Бразилии Сколари также известен как «Фелипау», а во время своей работы в «Челси» его иногда называли на английском языке «Биг Фил».

## Тренерская карьера

### Клубные команды и Кувейт
Сколари начал тренерскую карьеру в 1980-х в провинциальном клубе ССА. За ним последовали несколько клубов в Бразилии и саудовский клуб «Аль-Шабаб», ставший первым заграничным клубом Сколари. В 1987 году Сколари тренировал один из наиболее известных бразильских клубов — «Гремио». Однако и там он задержался ненадолго и вскоре перешёл в «Гояс». После этого Сколари на два года уехал в Кувейт, где тренировал клуб «Аль-Кадисия» и сборную Кувейта. По возвращении в Бразилию в 1991 году Сколари стал наставником клуба «Крисиума» и выиграл вместе с ним Кубок Бразилии — свой первый крупный трофей. В том же году он вновь покинул Бразилию и уехал в Саудовскую Аравию в клуб «Аль-Ахли» Джедда. Затем год тренировал «Аль-Кадисию».
В 1993 году Сколари вернулся в Бразилию и вновь возглавил «Гремио». С этим клубом он в 1994 году выиграл Кубок Бразилии, в 1995 году — Кубок Либертадорес, а в 1996 году — первенство Бразилии. После этого путешественник Сколари уехал в Японию в клуб «Джубило Ивата», но вскоре вновь вернулся в Бразилию. Во главе «Палмейрас» он в 1998 году снова выиграл Кубок Бразилии, завоевал Кубок Меркосур и Кубок Либертадорес. В 2000 году Сколари стал тренером «Крузейро».

### Сборная Бразилии
Под руководством Эмерсона Леао бразильцы не оправдывали общественных ожиданий и в Кубке конфедераций 2001 года заняли всего лишь четвёртое место. В июне 2001 года тренером Бразилии стал Сколари. Хотя в первое время сборная продолжала показывать негативные результаты, Сколари удалось успешно пройти отборочный тур к ЧМ-2002, на котором Бразилия в пятый раз стала чемпионом мира, выиграв в финале у сборной Германии со счётом 2:0. После этого успеха он был избран тренером года ФИФА 2002. Тем не менее, Бразильская конфедерация футбола и болельщики были недовольны его работой, и непродолжительное время спустя он был вынужден уйти в отставку.

### Сборная Португалии
С 2003 года Сколари являлся тренером сборной Португалии. На ЧЕ-2004 он вывел команду в финал, где она уступила сборной Греции 0:1. После финала он обратился к португальцам с просьбой простить сборную за неудачную игру в финале. Вместе с немцем Отто Рехагелем он был первым иностранным тренером, достигшим финала первенства Европы.
В апреле 2006 года британская пресса обсуждала его кандидатуру на место тренера сборной Англии Свена-Ёрана Эрикссона, однако Сколари отказался. Вместо этого он продлил договор с португальской футбольной федерацией до ЧЕ-2008.
На ЧМ-2006 его подопечные проиграли в полуфинале сборной Франции, после чего Сколари высказал мнение, что судья подыгрывал французам. По итогам чемпионата сборная Португалии заняла четвёртое место.
12 сентября 2007 года в матче отборочного турнира ЧЕ-2008 против Сербии между Сколари и сербским игроком Ивицей Драгутиновичем дело дошло до рукоприкладства. В частности, Сколари пытался ударить Драгутиновича кулаком в лицо. Позже он утверждал, что дотронулся только до волос серба, но видеоанализ показал, что удар Сколари не попал в цель только из-за того, что Драгутинович успел увернуться. За это Сколари был дисквалифицирован УЕФА на четыре игры. На ЧЕ-2008 португальцы проиграли в четвертьфинале Германии 2:3.

### «Челси»
11 июня 2008 года, во время группового турнира чемпионата Европы, было официально объявлено о том, что по окончании турнира, а именно с 1 июля Сколари займёт пост главного тренера английского клуба «Челси». 9 февраля 2009 года был уволен.

### «Бунёдкор»
9 июня 2009 года Сколари был назначен главным тренером ташкентского «Бунёдкора». Контракт был подписан на 18 месяцев. В дебютном для Сколари сезоне во главе узбекистанской команды, «Бунёдкор» выиграл чемпионат Узбекистана и дошёл до финала Кубка Узбекистана, где проиграл ташкентскому «Пахтакору» со счётом 1:0. В Лиге чемпионов АФК того сезона «Бунёдкор» вышел из группы на втором месте и выиграв в 1/8 финале иранский «Персеполис», дошёл до четвертьфинала и проиграл южнокорейскому «Пхохан Стилерс» с общим счётом 5:4 в двух матчах.
28 мая 2010 года контракт Сколари с «Бунёдкором» был расторгнут по обоюдному согласию. Одной из причин расставания Сколари с ташкентским клубом стали неудачные матчи в Лиге чемпионов АФК прошлого сезона и выхода «Бунёдкора» из группы в сезоне 2010 года на втором месте и проигрыша клуба в 1/8 финала саудовскому «Аль-Хилялю» со счётом 3:0. Руководство клуба и сам Сколари во время подписания контракта планировали выиграть Лигу чемпионов АФК.
Ещё одной причиной ухода Сколари из «Бунёдкора» стала его семья. Объясняя свой уход, Сколари, в частности, говорил:

«Главная причина моего ухода — это сын. Я должен поддержать его в тот момент, когда он делает первые шаги в большой жизни. Для меня семья и дети важнее футбола. Кроме того, приближается чемпионат мира. Узбекистан — страна, достойная всяческих похвал, и во время Чемпионата Мира я многое расскажу о ней другим».

На место Сколари главным тренером команды был назначен Мирджалол Касымов. В те годы в составе «Бунёдкора» выступали множество дорогих футболистов легионеров и ведущие игроки сборной Узбекистана, такие как Ривалдо, Денилсон, Жуан Витор, Эдсон Рамос, Луис Насименто, Хосе Луис Вильянуэва, Стевица Ристич, Гочгули Гочгулиев, Сервер Джепаров, Игнатий Нестеров, Тимур Кападзе, Азиз Хайдаров, Анзур Исмаилов, Джасур Хасанов и др.

### Возвращение в «Палмейрас»
13 июня 2010 года после продолжительных переговоров было объявлено о возвращении Сколари в «Палмейрас». 18 ноября после матча с «Гоясом» в голову Сколари попали радиоприёмником, на что тренер сказал: «Нужно что-то потяжелее, чем радио, чтобы убить меня». 20 мая 2011 года Сколари был дисквалифицирован на 6 игр за то, что после матча с «Коринтиансом» назвал работу главного арбитра встречи предвзятой. 19 сентября того же года болельщики собственного клуба оскорбляли футболистов и бросали в них монеты, на что Сколари ответил криком и оскорбительными жестами.
13 сентября 2012 года расторг контракт с «Палмейрасом» по обоюдному согласию из-за неудовлетворительных результатов клуба в чемпионате Бразилии 2012 (предпоследнее 19-е место после 24-го тура). Под руководством Сколари «зеленейшие» выиграли Кубок Бразилии, тем самым получив путевку в групповой этап Кубка Либертадорес.

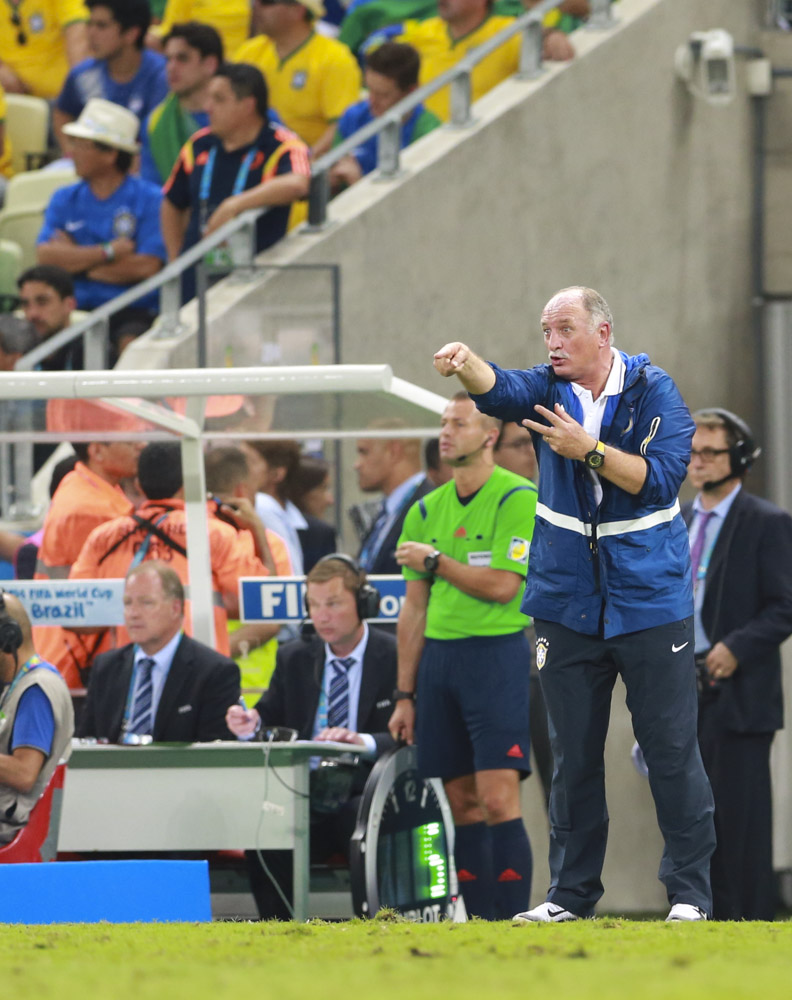
В качестве главного тренера Бразилии на ЧМ-2014, в четвертьфинальном поединке

### Возвращение в «Крузейро»
15 октября 2020 года назначен главным тренером клуба Серии B «Крузейро». Контракт подписан до конца 2022 года. 25 января 2021 года, через день после матча предпоследнего 37-го тура Серии B 2020 «Крузейро» — «Наутико» (0:0), был отправлен в отставку.

### Возвращение в сборную Бразилии
29 ноября 2012 года был вновь назначен главным тренером сборной Бразилии вместо уволенного Мано Менезеса. В июне 2013 года бразильцы под руководством Сколари, обыграв сборную Испании в финале 3:0, выиграли Кубок конфедераций. На домашнем чемпионате мира 2014 сборная Бразилии заняла 4-е место, провалив два своих последних матча с Германией (1:7) и Нидерландами (0:3); после этого Сколари покинул свой пост.

### Возвращение в «Гремио»
7 июля 2021 в 4-й раз в своей карьере возглавил бразильский клуб «Гремио». Контракт подписан до декабря 2022 года. 11 октября 2021 года, через день после матча 25-го тура Серии A 2021 «Сантос» — «Гремио» (1:0), расторг контракт по обоюдному согласию.

### «Атлетико Паранаэнсе»
4 мая 2022 года назначен главным тренером «Атлетико Паранаэнсе». Контракт подписан до конца сезона 2022.

### «Атлетико Минейро»
16 июня 2023 года назначен главным тренером «Атлетико Минейро». Контракт подписан до декабря 2024 года.

## Достижения
Командные
ССА
- Чемпион штата Алагоас: 1982

«Аль-Кадисия»
- Обладатель Кубка Эмира Кувейта: 1989

«Крисиума»
- Обладатель Кубка Бразилии: 1991

«Гремио»
- Чемпион Серии A: 1996
- Чемпион Лиги Гаушу (3): 1987, 1995, 1996
- Обладатель Кубка Бразилии: 1994
- Обладатель Кубка Либертадорес: 1995
- Обладатель Рекопы Южной Америки: 1996

«Палмейрас»
- Чемпион Серии A: 2018
- Обладатель Кубка Бразилии (2): 1998, 2012
- Обладатель Кубка Меркосур: 1998
- Обладатель Кубка Либертадорес: 1999
- Победитель Турнира Рио-Сан-Паулу: 2000

«Крузейро»
- Обладатель Кубка Сул-Минас: 2001

«Бунёдкор»
- Чемпион Узбекистана: 2009

«Гуанчжоу Эвергранд»
- Чемпион Китая: 2015, 2016, 2017

Сборная Бразилии
- Чемпион мира: 2002
- Обладатель Кубка конфедераций: 2013

Личные
- Тренер года в Бразилии по версии КБФ и Globo: 2018
- Футбольный тренер года в Южной Америке (2): 1999, 2002
- Тренер года ФИФА: 2002
- Лучший тренер мира по версии IFFHS: 2002